# 山川温泉 (熊本県)
山川温泉（やまかわおんせん）は、熊本県阿蘇郡小国町北里にある温泉。

## 泉質
- 含硫黄-ナトリウム・カルシウム-硫酸塩泉、硫黄泉
  - 泉温　50〜97℃

## 温泉地
湧蓋山の麓であるわいた温泉郷の最南部に当温泉が位置する。当地には筑後川水系の北里川が流れている。
北里川沿いの山中に、数軒の宿泊施設と1軒の共同浴場、日帰り温泉施設が存在する。
温泉街は存在しない。当地は、鄙びたとした秘湯の雰囲気を醸し出している。

## 歴史
開湯はおそらく、1950年代と見られる。ある集落の9軒が組合を結成し、温泉掘削したのが始まりである。
平成14年（2002年）には、日帰り温泉施設「ホタルの里温泉」が完成した。

## アクセス
鉄道
- JR久大本線豊後森駅より車で約50分。
- 豊肥本線阿蘇駅より九州産交バス（杖立温泉行き）で65分。「ゆうステーション」バス停下車、車で10分[4]。

自動車
- 大分自動車道九重ICより国道210号、国道387号経由、車で約30分。